# 日本五大一覧
日本五大一覧（にほんごだいいちらん）は、日本を代表する、名数5で束ねられる物事の一覧である。

## はじめに
- 必ずしもランキングのトップ5ではない。
- 複数説あるものはその旨を示す。
- あくまで「代表的とされる五つ」であり、実質的に「五大」でありながらその名で呼ばれないものも、ここでは扱う。例えば、五大老は「5人の、大老（大名家・執政機関の最高責任者）」の意であって「五大大老」の略称などではないが、元来、豊臣政権下の有力大名のトップ5を指したものであり、したがって、五大の定義に適う。
- 「定数5に選出された五つ」は、同時に「五大（代表的とされる五つ）」という条件を満たさない限り、ここでは扱わない。例えば、五奉行は五大老に対応すべく設置されたもの、すなわち「（適任として）定員5名に選ばれた5人」に過ぎず、「代表的」であるべき「五大」の定義に適わない。
- 厳密には「日本を代表する五大」ではないものの、個別の分野で日本を代表しているとも言える地域や時代・文化などにおける五大は、これを扱う（例：京都五山、鎌倉五山）。

## 宗教
- 鎌倉五山
  - 建長寺、円覚寺、寿福寺、浄智寺、浄妙寺[1][2]
- 京都五山
  - 天龍寺、相国寺、建仁寺、東福寺、万寿寺[3][2]
- 富士五山
  - 富士大石寺、北山本門寺、西山本門寺、小泉久遠寺、下条妙蓮寺[4]

## 歴史
- 五摂家
  - 近衛家、九条家、二条家、一条家、鷹司家[5]
- 五大老
  - 徳川家康、前田利家、毛利輝元、宇喜多秀家、上杉景勝[6]
- 五大家紋
  - 藤紋、桐紋、鷹の羽紋、木瓜紋、片喰紋[7]
- 五大山城
  - 小谷城（滋賀県長浜市）、観音寺城（滋賀県近江八幡市）、月山富田城（島根県安来市）、春日山城（新潟県上越市）、七尾城（石川県七尾市）[8]
- 明治の五大監獄
  - 長崎監獄、金沢監獄、千葉監獄、鹿児島監獄、奈良監獄[9]
- 開港五都市
  - 函館・新潟・横浜・神戸・長崎[10]
- 天下五剣
  - 童子切安綱（どうじぎりやすつな）、三日月宗近（みかづきむねちか）、鬼丸国綱（おにまるくにつな）、大典太光世（おおでんたみつよ）、数珠丸恒次（じゅずまるつねつぐ）[11]

## 地理
- 日本五大名峡
  - 帝釈峡（広島県庄原市及び神石郡神石高原町）、長門峡（山口県山口市及び萩市）、豪渓（岡山県総社市及び加賀郡吉備中央町）、寝覚の床（長野県木曽郡上松町）、昇仙峡（山梨県甲府市）[12]
- 五大都市
  - 横浜市、大阪市、名古屋市、京都市、神戸市 - 五大都市行政監督特例による定義[13]
  - 東京都区部、大阪市、名古屋市、福岡市、札幌市
- 五大都市圏
  - 札幌都市圏、東京都市圏（首都圏）、名古屋都市圏（中京圏）、大阪都市圏（近畿圏）、福岡都市圏[14]
- 日本五大工場夜景エリア
  - 室蘭市、川崎市、四日市市、北九州市、周南市[15]
- 日本五大松原
  - 虹の松原（佐賀県唐津市）、天橋立、三保の松原、気比の松原（福井県敦賀市）、風の松原（秋田市）[16]

## 社会
- 五大法律学校
  - 和仏法律学校、明治法律学校、専修学校、東京専門学校、英吉利法律学校[17][18]
- 五大法律事務所
  - 西村あさひ、森・濱田松本、アンダーソン・毛利・友常、長島・大野・常松、ＴＭＩ総合[19]
- 五大大手証券
  - 野村証券、大和証券、三菱ＵＦＪ証券、ＳＭＢＣ日興証券、みずほ証券[20]

### 民俗学・文化人類学
- 五大御伽噺（日本五大昔話）
  - 桃太郎、花咲か爺、舌切り雀、さるかに合戦、かちかち山[21]

## 自然科学
- 日本五大桜
  - 三春滝ザクラ、根尾谷の淡墨桜、山高神代桜、狩宿の下馬ザクラ、石戸蒲ザクラ[22]

### 医学
- 五大疾病
  - がん、脳卒中、心筋梗塞、糖尿病、精神疾患[23]
- 5つのがん - 厚労省指針により検診を勧めている5つのがん
  - 胃がん、肺がん、乳がん、大腸がん、子宮がん[24]
- 5大癌
  - 胃がん、大腸がん、乳がん、肺がん、肝がん[25]

## 工学・技術
- 五大ゼネコン（スーパーゼネコン[26]）
  - 大成建設、鹿島建設、清水建設、大林組、竹中工務店[27]
- 五大ドーム
  - 札幌ドーム、東京ドーム、ナゴヤドーム、大阪ドーム、福岡ドーム[28]

## 生活
- 五大そうめん
  - 播州そうめん（兵庫県）、三輪そうめん（奈良県）、小豆島そうめん（香川県）の三大そうめんに島原そうめん（長崎県）、半田そうめん（徳島県）を加えたもの[29]
- 日本五大銘飯（日本五大名飯）- 1939年、宮内庁の全国郷土料理調査による
  - 深川めし（東京、深川）、忠七めし（埼玉県小川町）、さよりめし（岐阜県の山岳地方）[30]、かやくめし（大阪、難波地方）、うずめ飯（島根県津和野地方）[31]
- 日本五大銘茶
  - 朝宮茶、狭山茶、宇治茶、静岡茶、大和茶[32]
- 日本五大どんぶり　
  - 天丼、かつ丼、牛丼、うな丼、親子丼[33]
- 日本5大焼きうどん
  - 鳩ヶ谷ソース焼きうどん（埼玉県川口市）、小倉焼きうどん（北九州市）、亀山みそ焼きうどん（三重県亀山市）、津山ホルモンうどん（岡山県津山市）、いわてまち焼きうどん（岩手県岩手郡岩手町）[34]

## 産業
- 醤油の五大名産地
  - 野田、銚子（千葉県）、龍野（兵庫県）、小豆島（香川県）、大野（石川県金沢市）[35]
- 日本五大電力会社 - 大正時代
  - 東京電燈、東邦電力、大同電力、宇治川電気、日本電力[36]
- 五大商社
  - 三菱商事、三井物産、住友商事、伊藤忠商事、丸紅[37]
- 五大全国紙（中央五紙）
  - 読売新聞、朝日新聞、毎日新聞、日本経済新聞、産経新聞[38]
- 東京五大新聞
  - 東京日日新聞、報知新聞、時事新報、國民新聞、東京朝日新聞[39][40]
- 五大テレビネットワーク
  - 日テレ系、フジ系、TBS系、テレ朝系列、テレ東系列

※ただしTXNは先発の四大テレビ系列とは異なり、系列局が僅かしかない。

### 交通
- 五街道
  - 東海道、日光街道（日光道中）、奥州街道（奥州道中）、中山道、甲州街道（甲州道中）[41]
- 五大港（主要五港）
  - 東京港、横浜港、名古屋港、大阪港、神戸港[42]
- 五大貿易港
  - 千葉港、名古屋港、横浜港、神戸港、北九州港[43]
- 明治五大私鉄
  - 北海道炭礦鉄道、日本鉄道、山陽鉄道、九州鉄道、関西鉄道[44]
- 関西五大私鉄
  - 阪急電鉄、阪神電気鉄道、南海電気鉄道、近畿日本鉄道、京阪電気鉄道[45]
- 国鉄戦後五大事故
  - 桜木町事故[46]、三河島事故[46][47]、洞爺丸事故[48]、紫雲丸事故[48]、鶴見事故[47]

## 文化・芸術
- 国公立五芸大
  - 東京藝術大学（東京芸大）、京都市立芸術大学（京都芸大）、金沢美術工芸大学（金沢美工）[49]、愛知県立芸術大学（愛知県芸）[50]、沖縄県立芸術大学（沖縄県芸）[51]

- 東京五美大 - 東京五美術大学連合 卒業・修了制作展（ゴビダイテン）
  - 多摩美術大学、武蔵野美術大学、東京造形大学、女子美術大学、日本大学藝術学部、[52]

- 五大流派（日本舞踊）
  - 西川流・藤間流・坂東流・花柳流・若柳流[53]

- 五大文芸誌
  - 新潮・文學界・文藝・群像・すばる[54][55]

- 五大週刊少年誌
  - 週刊少年サンデー・週刊少年マガジン・週刊少年キング・週刊少年ジャンプ・週刊少年チャンピオン[56]

- 五大競走（五大クラシック[57]）
  - 桜花賞、皐月賞、優駿牝馬（オークス）、東京優駿（日本ダービー）、菊花賞[58]